# Gläsecke
Die Gläsecke ist ein Nebenfluss der Radau am nördlichen Harzrand in Bad Harzburg.

## Etymologie
Der Name Gläsecke geht zurück auf die Glasverarbeitung am Bach in der frühen Neuzeit zurück. So befand sich an der Gläsecke eine Glashütte, die Quarz zur Glasbereitung zerkleinerte. Bei -ecke handelt es sich um einen lokal verbreiteten Suffix für Flüsse im Allgemeinen, siehe auch Röseckenbach.

## Geografie

### Verlauf
Der westliche Zufluss ist der südöstlich des Goldbergs entspringende Goldbach, der östliche Zufluss der im alten Schlewecke nördlich des Morlbergs entspringende Börnerbach. Diese Bäche münden im Gläsekental zur Gläsecke. Daneben gibt es noch kleinere Zuflüsse, die meist nur eine Breite von weniger als 30 cm haben und zeitweise trockenfallen.
Die Gläsecke durchfließt nördlich des Harzes die Ortschaft Schlewecke und mündet unmittelbar an der Bahnstrecke Bad Harzburg–Oker in die Radau.
Zum Angeln ist die Gläsecke zu flach und auch zu schmal, doch können hin und wieder im Bach kleinere Fische beobachtet werden. Sie wird südlich von Schlewecke vom Niedersächsischen Landesbetrieb für Wasserwirtschaft, Küsten- und Naturschutz als ein Gewässer der Güteklasse I eingestuft.

## Trivia
- Vor der Fusion mit der Realschule Bad Harzburg zur späteren Schule an der Deilich war nach der Gläsecke eine Hauptschule benannt.